# Mont-Saint-Remy

Mont-Saint-Remy este o comună în departamentul Ardennes din nordul Franței. În 1 ianuarie 2022 avea o populație de 53 de locuitori.